# Pedro Aleandro
Pedro Rafael Aleandro  (Buenos Aires, 11 de octubre de 1910 - Ib., 1 de julio de 1985) fue un actor argentino de cine y teatro, esposo de la actriz María Luisa Robledo (1912-2005) y padre de las actrices María Vaner (1935-2008) y Norma Aleandro (1936).
Murió de un infarto agudo de miocardio el 1 de julio de 1985 en su ciudad natal.

## Filmografía
- La Patagonia rebelde (1974) .... Félix Novas
- Tercer mundo (1973)
- Juan Manuel de Rosas (1972)
- Las ruteras (1968)
- El octavo infierno, cárcel de mujeres (1964)-Abogado Rodríguez
- La muerte en las calles (1952)
- La de los ojos color del tiempo (1952)
- El hermoso Brummel (1951)
- Albéniz (1947)
- Encadenado (1940)
- Nativa (1939)

## Televisión
- Memorias de una mala mujer (1973) episodio de TV .... Cecilio Grajam
- El exterminador (1972) serie, Juez Benton
- Esta mujer es mía (1971) Serie .... Emilio
- Una luz en la ciudad (1971) Serie .... Mariano
- Así amaban los héroes (1971) Serie .... Don Fernando
- Yo compro ésta mujer (1968) Serie .... Mariano
- Ella, la gata (1968) Serie

## Teatro
- La enemiga, con la Compañía teatral de Blanca Podestá, junto con un destacado elenco entre las que se encontraban Mario Danesi, Lilia del Prado, Blanca Vidal, Manolita Serra, Cecilia Reyes, Mary Rey, Amalia Britos, Elisardo Santalla, Américo Acosta Machado, Alfredo Distasio y Jorge de la Riestra.[1]